# Pseudosphinx tetrio
Pseudosphinx tetrio är en fjärilsart som beskrevs av Carl von Linné 1771. Pseudosphinx tetrio ingår i släktet Pseudosphinx och familjen svärmare. Inga underarter finns listade.

## Bildgalleri

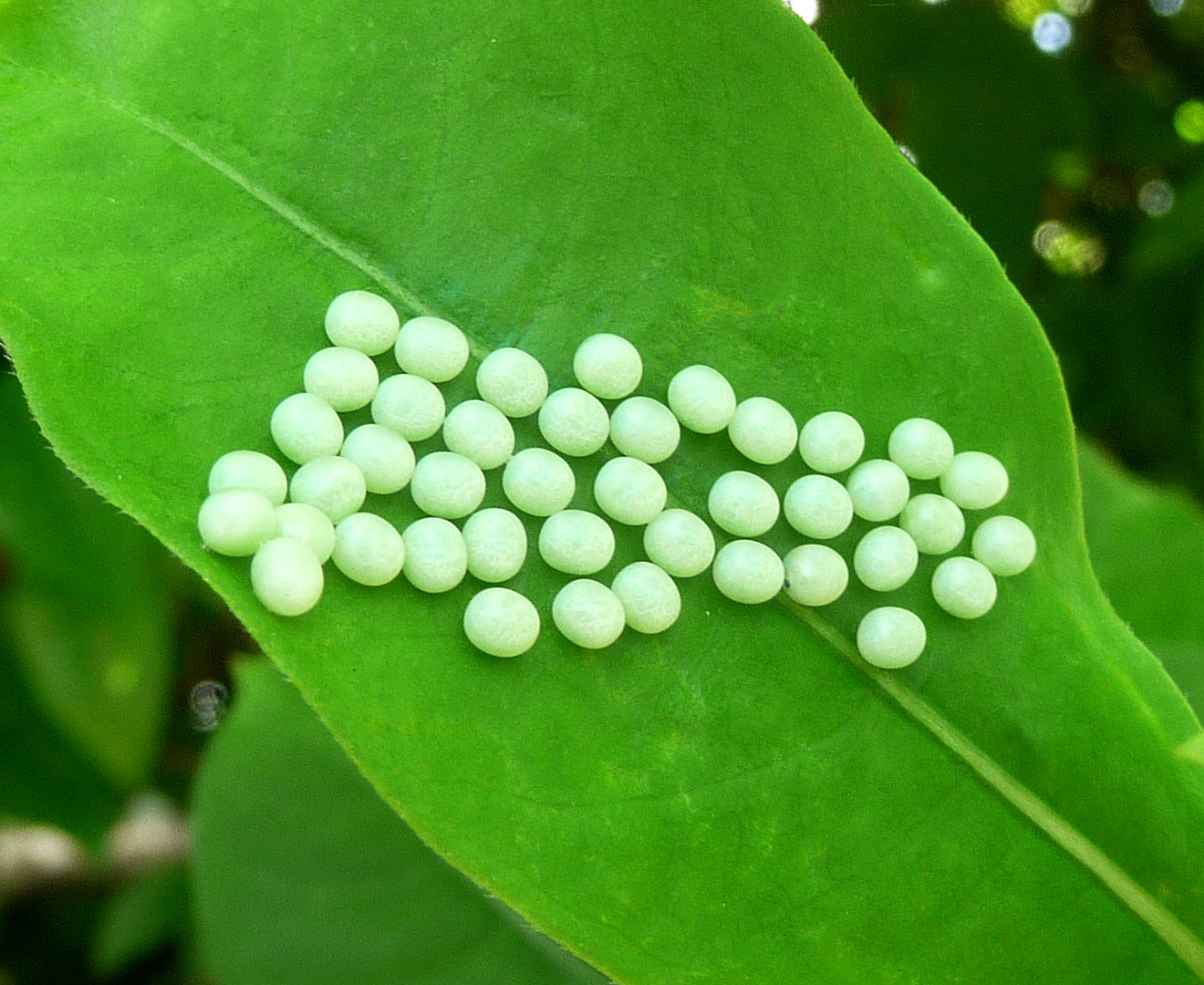
ägg
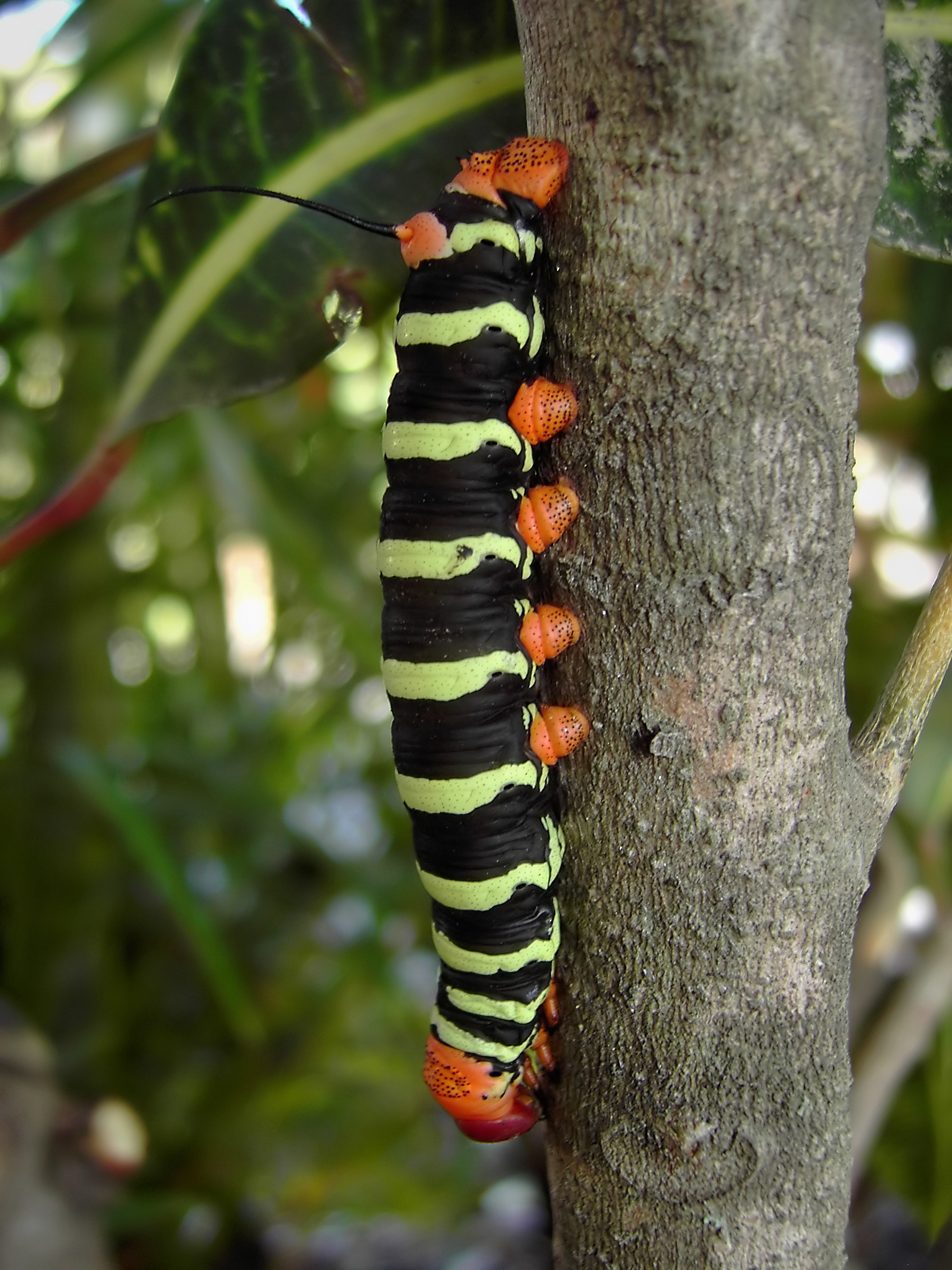
larv
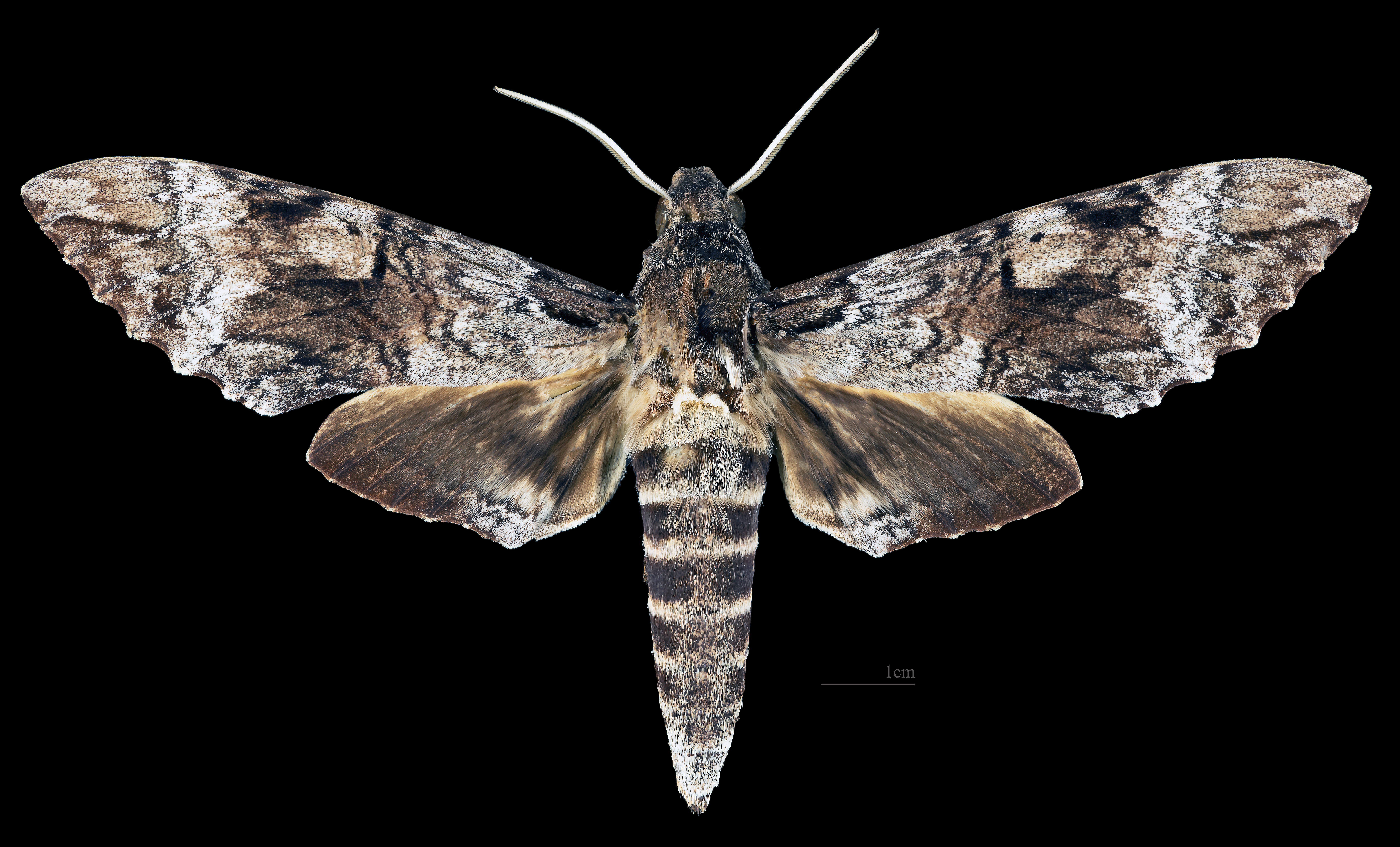
Pseudosphinx tetrio ♂
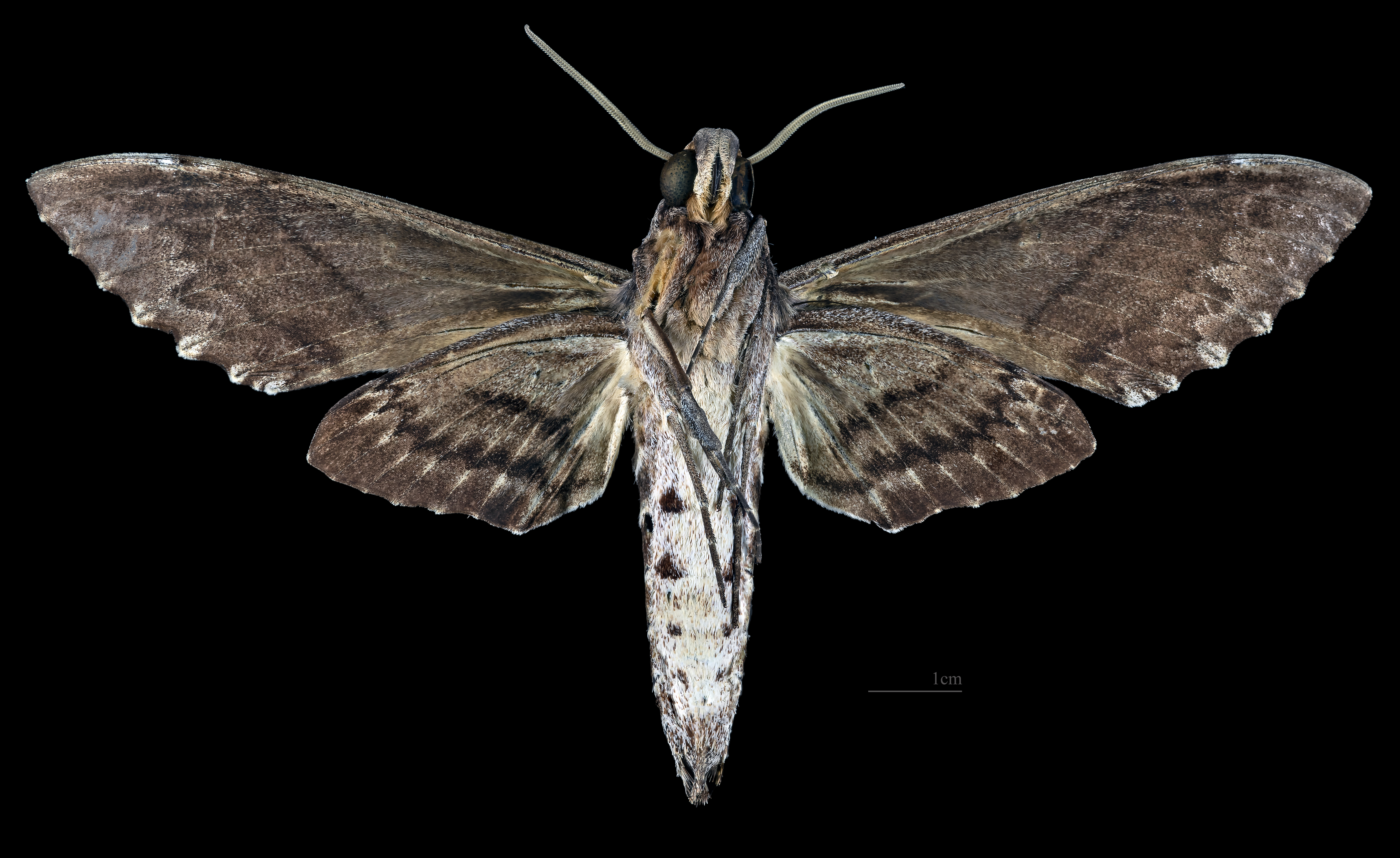
Pseudosphinx tetrio ♂   △
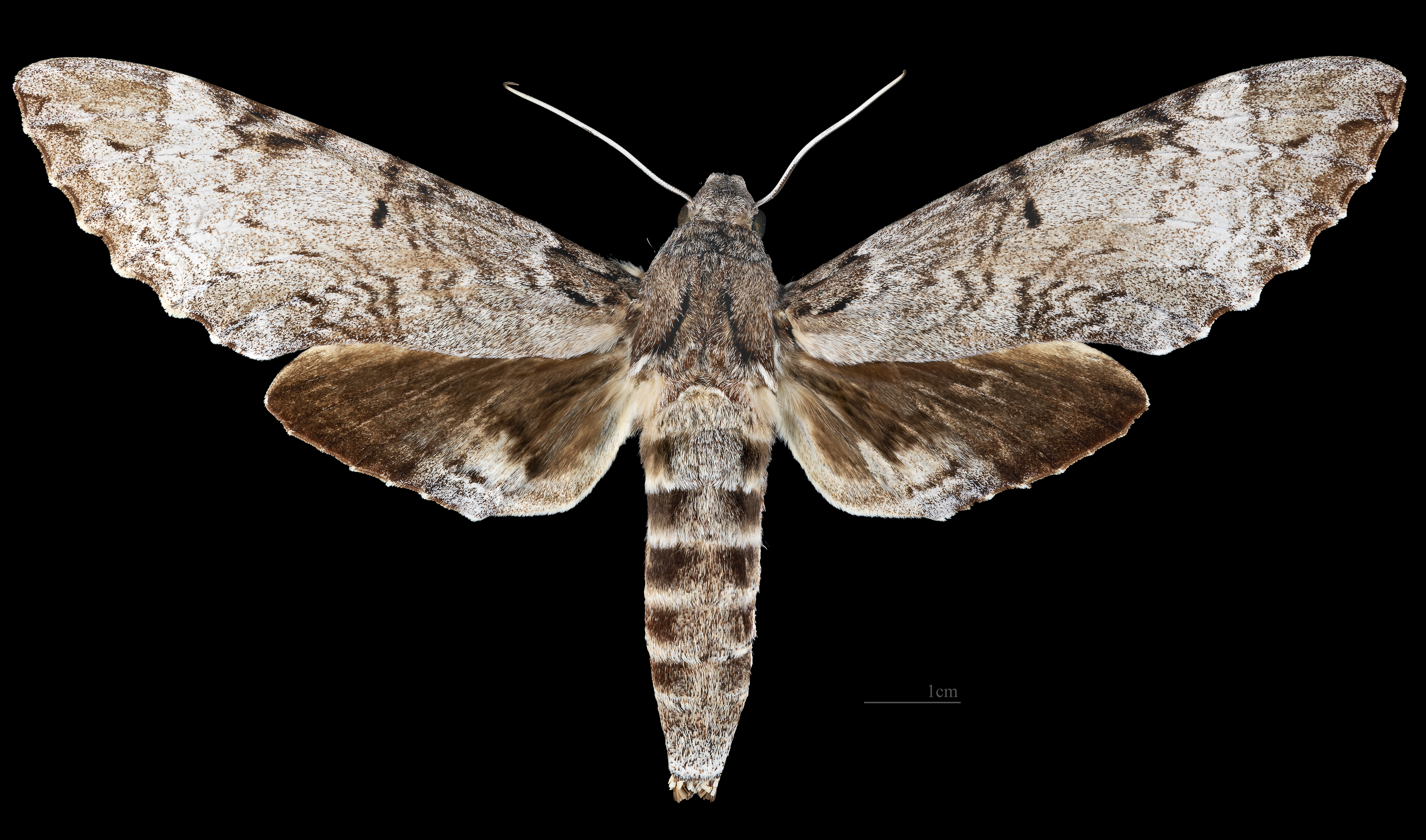
Pseudosphinx tetrio  ♀
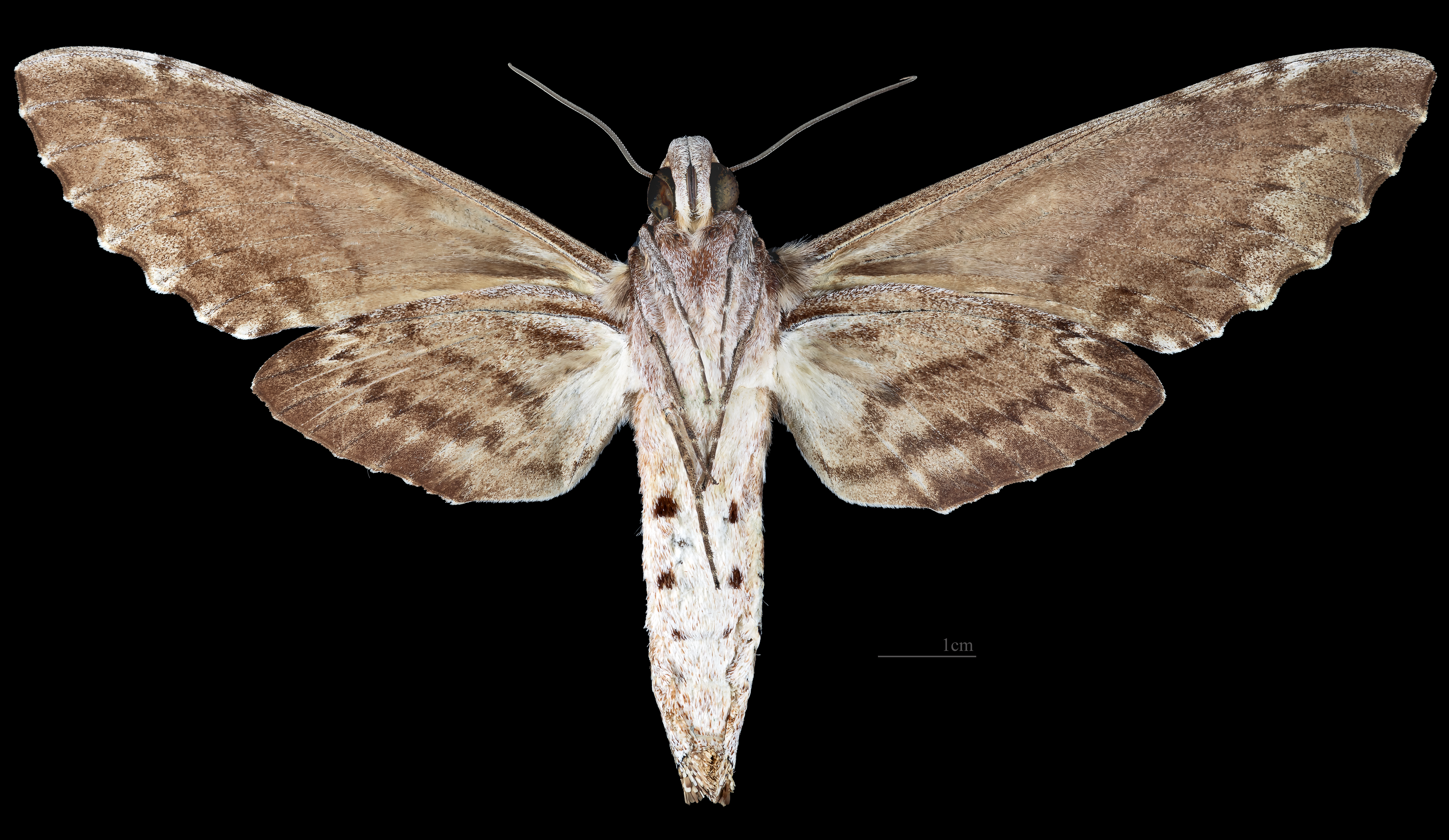
Pseudosphinx tetrio ♀ △